# Masivul de sare de la Sărățel
Masivul de sare de la Sărățel este o arie protejată de interes național ce corespunde categoriei a III-a IUCN (rezervație naturală de tip geologic și floristic), situată în județul Bistrița-Năsăud, pe teritoriul administrativ al comunei Șieu-Măgheruș.

## Localizare
Aria naturală se află în partea central-sudică a județului Bistrița-Năsăud, la confluența râurilor Bistrița Ardeleană, Șieu și Budac, în apropierea drumului național DN15A, care leagă orașul Reghin de satul Sărățel.

## Descriere

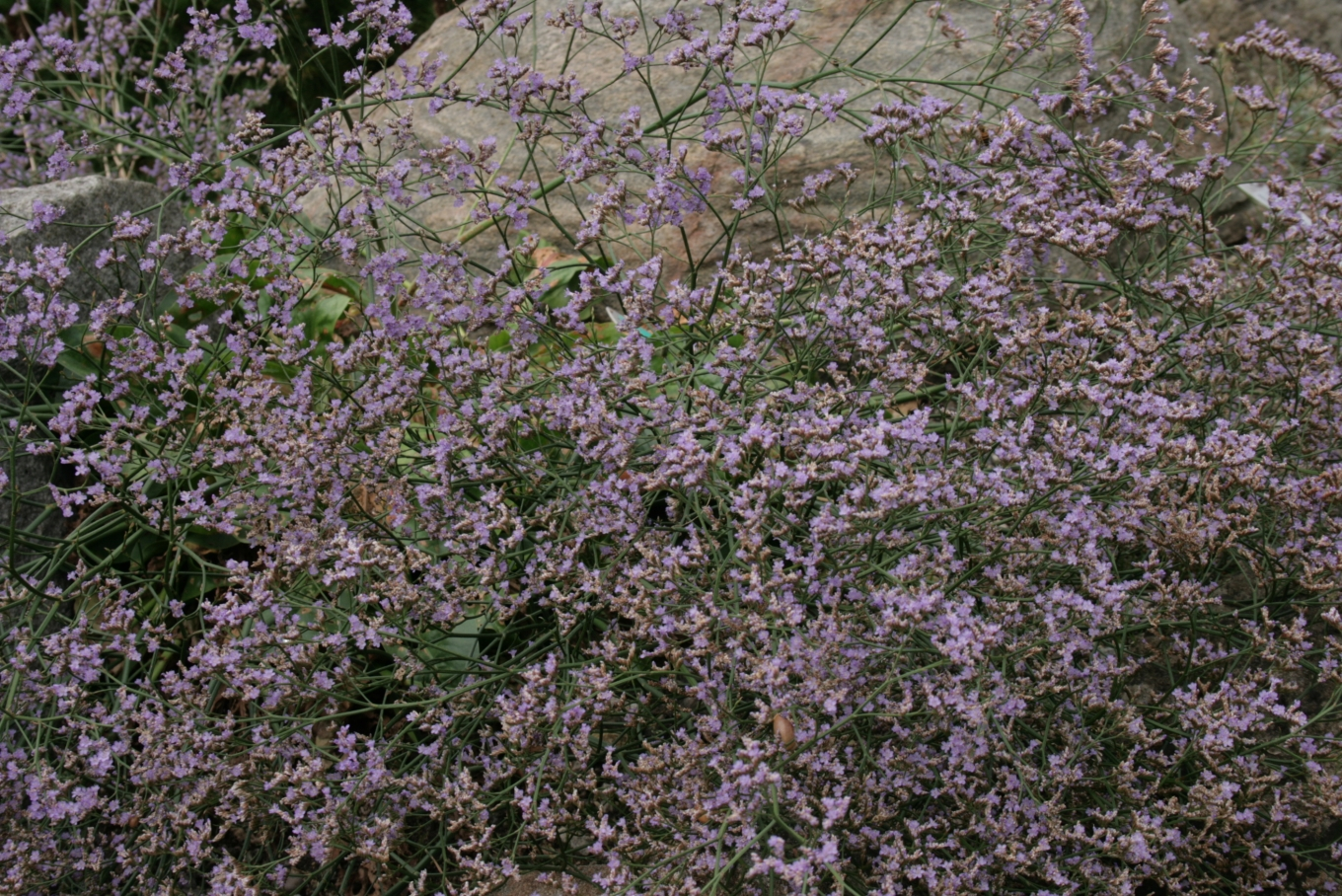
Sică (Limonium gmelinii)

Rezervația naturală (monument al naturii) a fost declarată arie protejată prin Legea Nr. 5 din 6 martie 2000 publicată în Monitorul Oficial al României Nr. 152 din 12 aprilie 2000 (privind aprobarea planului de amenajare a teritoriului național - Secțiunea a III-a -  arii protejate) și se întinde pe o suprafață de 5 hectare.
Aria protejată reprezintă un masiv de sare (diapir), acoperit cu depozite cuaternare (aluviunile aduse de apele văilor Șieu și Budac, care în unele locuri este descoperit, observându-se masivul de sare), unde s-au dezvoltat vegetații de plante specifice solurilor sărăturate, printre care: brâncă (Salicornia herbacea), lobodă de grădină (Atriplex patula), sică (Limonium gmelinii), bălănică (Puccinellia distans) sau stuf  (Phragmites communis).

## Atracții turistice
În vecinătatea rezervației naturale se află mai multe obiective de interes turistic (lăcașuri de cult, monumente istorice, arii protejate, zone naturale), astfel:

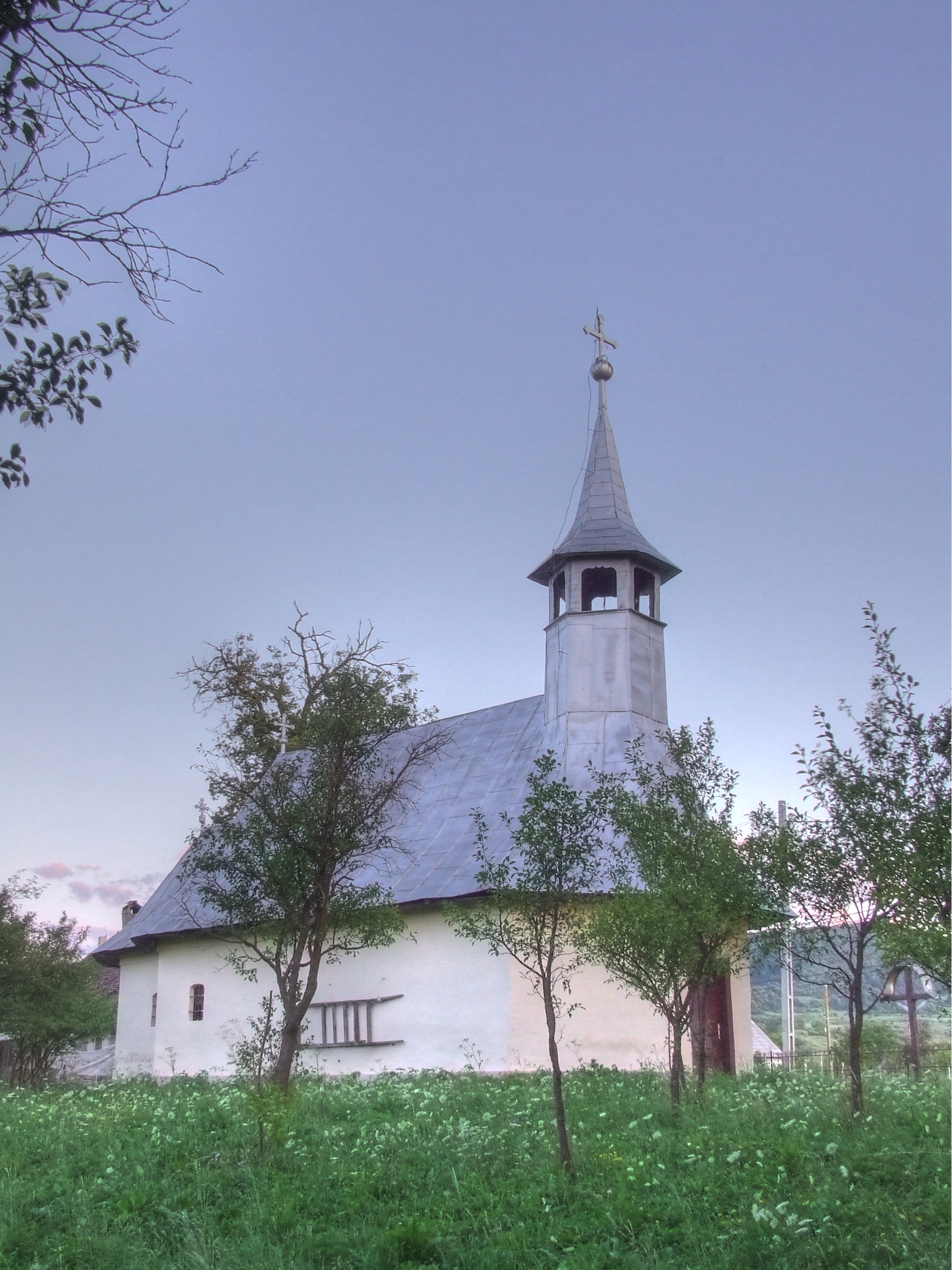
Biserica de lemn din Arcalia

- Biserica ortodoxă "Sfântul Dimitrie" (fostă biserică evanghelică) din satul Crainimăt, construcție secolul al XV-lea, monument istoric
- Biserica de lemn "Sfântul Dimitrie" din satul Arcalia. Biserica a fost adusă aici în anul 1806, din localitatea Mureșenii Bârgăului.
- Biserica evanghelică din Arcalia, azi biserica ortodoxă "Sf. Ioan Botezătorul", construcție 1800, monument istoric
- Castelul "Bethlen" din Arcalia, astăzi clădirea găzduiește Centrul Regional al Francofoniei aparținând Universității Babeș-Bolyai din Cluj Napoca, construcție 1800, monument istoric
- Castelul "Rákóczi" din satul Șieu-Măgheruș
- Parcul dendrologic din satul Arcalia
- Situl arheologic "La Cetate" de la Arcalia (epoca medievală, epoca fierului - La Tène, și epoca bronzului timpuriu)
- Situl arheologic "La Movilă" de la Arcalia (epoca medievală timpurie, sec. IV p. Chr, sec. II - III p. Chr, epoca bronzului târziu)
- Situl arheologic "Știubei" de la Chintelnic (epoca bronzului târziu, La Tène, Hallstatt)
- Situl arheologic "Dealul Cetate" de la Sărățel (epoca romană, La Tène)
- Situl arheologic "După Grădini" de la Sărățel (epoca medievală, sf. sec. III - sec. IV p. Chr, La Tène, epoca bronzului, neolitic)
- Situl arheologic "Cetatea" de la Șieu-Măgheruș (epoca medievală, La Tène, epoca bronzului, eneolitic)
- Văile Șieului și Budacului